# Райзберг, Виталий Вениаминович
Виталий Вениаминович Райзберг — специалист в области радиолокации, лауреат Ленинской премии (1967).

## Биография
Родился 12 декабря 1928 года в с. Большая Лепетиха Херсонской области.
Окончил Харьковский электротехнический институт (1949).
- 1949—1953 инженер, начальник лаборатории, начальник цеха Новосибирского завода им. Коминтерна.
- 1953—1955 зав. лабораторией Новосибирского электротехнического техникума.
- 1955—1981 инженер, ведущий инженер, зам. начальника лаборатории, начальник научно-тематического отдела предприятия п/я 39 (НИИИП).
- 1981—1992 начальник лаборатории Новосибирского завода им. Коминтерна.

Главный конструктор РЛС кругового обзора 1С12 для ЗРК «Круг», участник разработок С-30, П-40 и других.
На пенсии — заместитель председателя правления Новосибирского областного союза садоводов.
Автор книг:
- Осколки памяти / В. В. Райзберг. — Новосибирск : Советская Сибирь, 2015. — 168 с. : ил. — (Страна и судьбы).
- Выдающиеся новосибирцы. — Новосибирск : Сибирское книжное издательство, 2017 — . Кн. 1 / [автор-составитель В. В. Райзберг]. — 2017. — 412 с. : ил. ; 20 см. — 500 экз.. — ISBN 978-904795-90-3 (в пер.)
- Творцы оборонной техники г. Новосибирска. 1941—1965 гг. : посвящается 70- летию Великой Победы / В. В. Райзберг, В. В. Трифонов. — Новосибирск : Сибирское книжное издательство, 2015. — 284 с.

## Звания и награды
- Лауреат Ленинской премии (1967).

- Почётный радист (1965).

- Награждён орденом «Знак Почёта» (1966).